# Parlatoria atalantiae
Parlatoria atalantiae är en insektsart som beskrevs av Green 1905. Parlatoria atalantiae ingår i släktet Parlatoria och familjen pansarsköldlöss. Inga underarter finns listade i Catalogue of Life.